# Asemesthes reflexus
Asemesthes reflexus är en spindelart som beskrevs av Tucker 1923. Asemesthes reflexus ingår i släktet Asemesthes och familjen plattbuksspindlar. Inga underarter finns listade i Catalogue of Life.